# Apamea soldana
Apamea soldana là một loài bướm đêm trong họ Noctuidae.